# Acrocercops hastigera
Acrocercops hastigera är en fjärilsart som beskrevs av Edward Meyrick 1915. Acrocercops hastigera ingår i släktet Acrocercops och familjen styltmalar.
Artens utbredningsområde är Ecuador. Inga underarter finns listade i Catalogue of Life.